# Trinitatiskirche (Langenzenn)

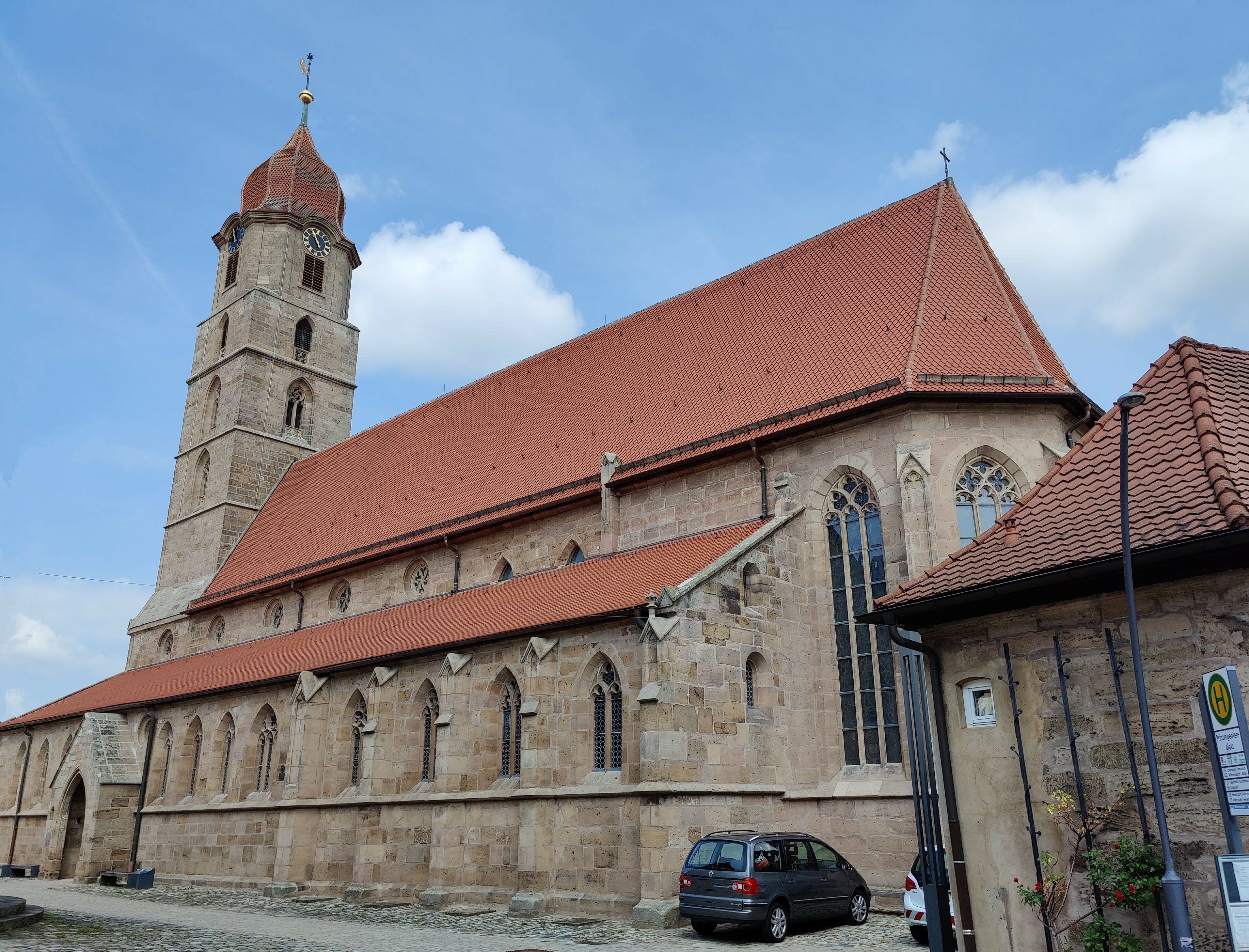
Trinitatiskirche (Langenzenn)

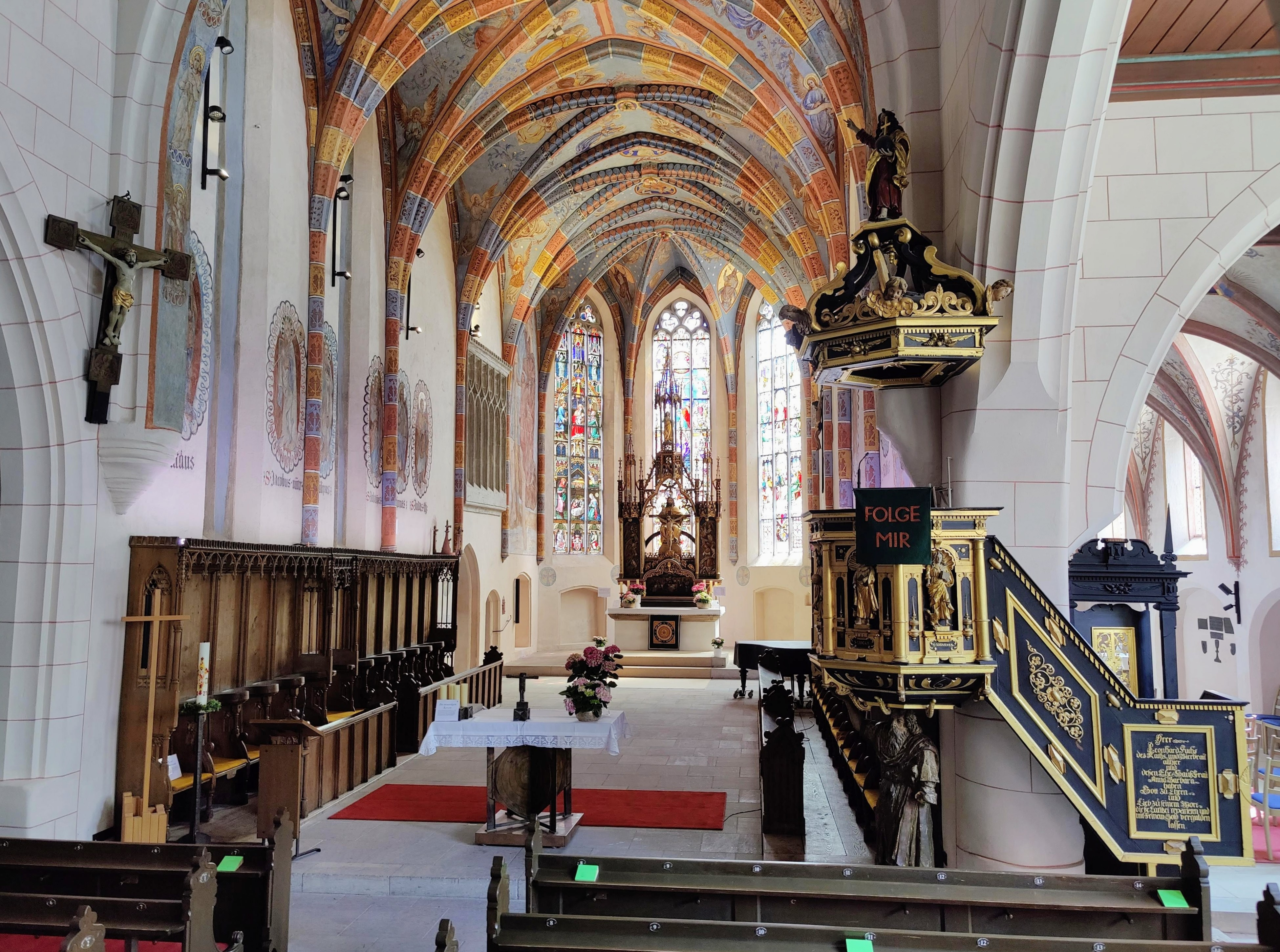
Innenraum

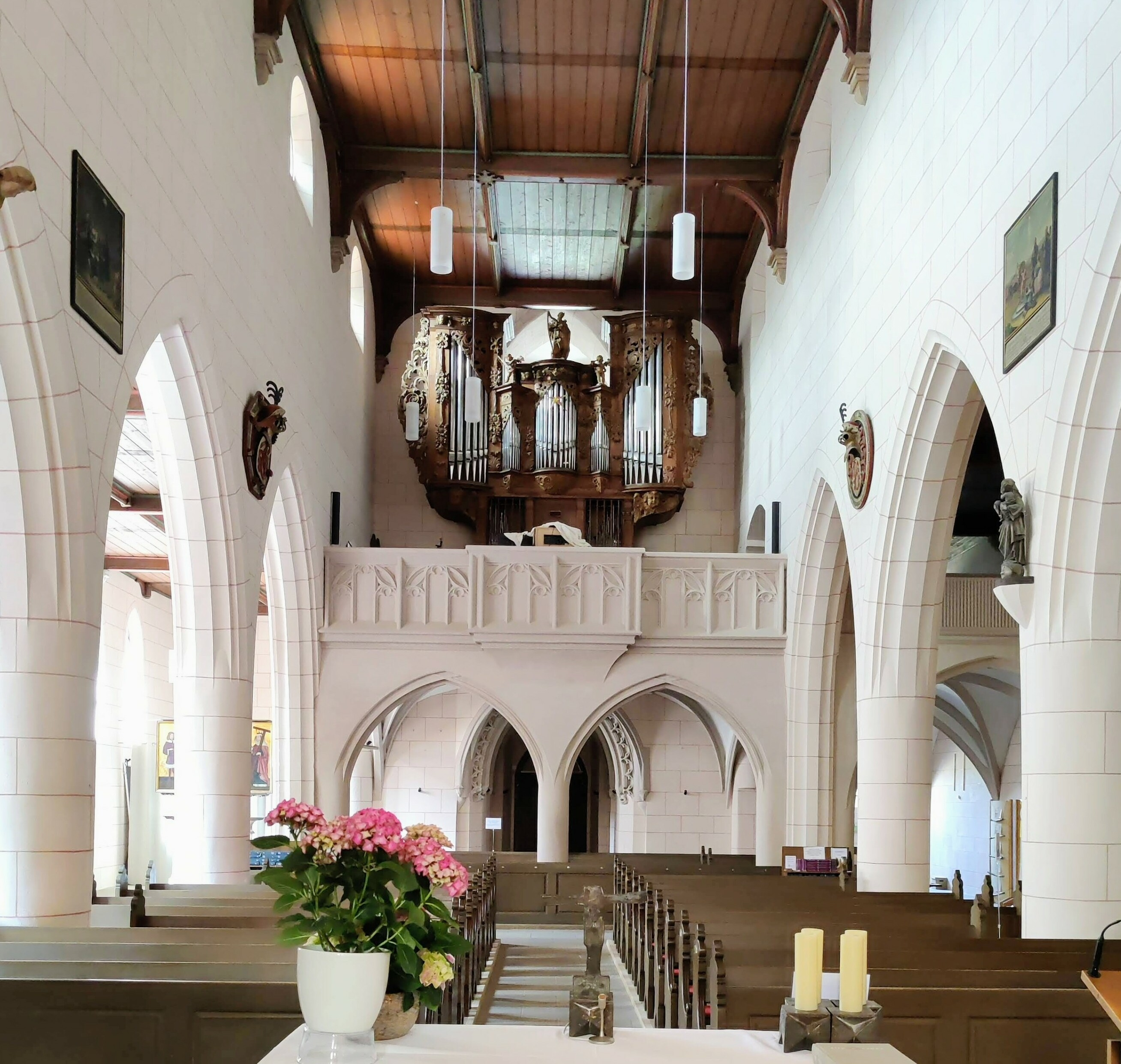
Blick zur Orgel

Die Trinitatiskirche ist eine evangelische Kirche in der Stadt Langenzenn im Landkreis Fürth (Mittelfranken, Bayern). Das Bauwerk ist unter der Denkmalnummer D-5-73-120-40 als Baudenkmal in der Bayerischen Denkmalliste eingetragen. Die Pfarrei gehört zum Dekanat Fürth im Kirchenkreis Nürnberg der Evangelisch-Lutherischen Kirche in Bayern.

## Beschreibung
Die Kirche wurde 1369 nach deren Zerstörung im Auftrag von Friedrich V. erneuert und vom 1409 gegründeten Stift der Augustiner-Chorherren als Kirche genutzt. Es handelt sich um eine dreischiffige Basilika aus Quadermauerwerk mit einem Chor mit Maßwerkfenster zwischen den Strebepfeilern im Osten des Mittelschiffs, der im Innern mit einem Kreuzrippengewölbe überspannt ist, wurde Mitte des 15. Jahrhunderts auf vier Joche mit 5/8-Schluss erweitert. Der Kirchturm im Westen, der vollkommen in das Mittelschiff eingestellt ist, wurde nach 1388 gebaut, sein oberstes Geschoss, das die Turmuhr und den Glockenstuhl beherbergt, in dem drei Kirchenglocken hängen, und die darauf sitzende Zwiebelhaube erhielt er erst um 1773. Das Brautportal im Norden konnte wegen der dort beginnenden Klausur nicht mehr genutzt werden, das Portal im Süden diente als Ersatz dafür. 
Zur Kirchenausstattung gehört ein 1880 gebauter Hochaltar mit einem spätgotischen Gnadenstuhl. Die Orgel mit 27 Registern auf zwei Manualen und Pedal wurde 1982 von Deininger & Renner gebaut.